# 莫斯科国立模范交响乐团
莫斯科国立模范交响乐团（俄语：Московский государственный академический симфонический оркестр）位于莫斯科，是一支成立于1943年的俄罗斯管弦乐团。 
乐团现任首席指挥是帕维尔·列奥尼多维奇·科甘（1989年－），其前任维罗尼卡·博里索夫娜·杜达洛娃是女性指挥家担任交响乐团首席的先驱者（1960－1989年）。

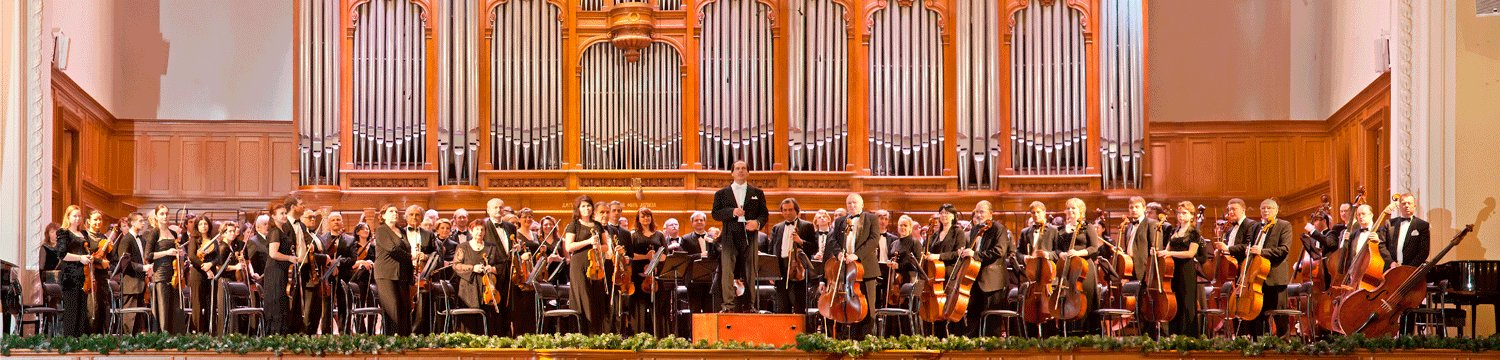
莫斯科国立模范交响乐团（2013年）

## 历任首席指挥
- 列夫·斯坦伯格（英语：Lev Steinberg）（1943－1945）
- 尼古拉·阿诺索夫（英语：Nikolai Anosov）（1945－1950）
- 利奥·金茨堡（英语：Leo Ginzburg）（1950－1954）
- 米哈伊尔·特里安（俄语：Тэриан, Микаэл Никитович）（1954－1960）
- 维罗尼卡·杜达洛娃（1960－1989）
- 帕维尔·科根（英语：Pavel Kogan (conductor)）（1989年至今）